# 五郎兵衛飴
五郎兵衛飴(ごろべえあめ）は、麦芽糖化したもち米を主な原料とする飴である。福島県会津若松市にある五郎兵衛飴総本舗が製造している。
源義経が源頼朝から京都を追われた“後の平泉落ち”の際に五郎兵衛飴を所望したとされ、その代金の借証文とされる武蔵坊弁慶自筆の賞状が五郎兵衛飴総本舗には代々伝えらえれている。この賞状には文治四年(1189年)午四月二日と記録されていることから、当店舗によれば、本飴には少なくとも800年(2023年現在）の歴史があるとしている。